# Talp nord-americà oriental
El talp nord-americà oriental (Scalopus aquaticus) és un tàlpid nord-americà de mida mitjana. És l'únic membre del gènere Scalopus. Se'l troba a àrees boscoses i obertes amb sòls sorrencs humits al nord de Mèxic l'est dels Estats Units i el cantó sud-occidental d'Ontario, al Canadà.
Aquest animal té un pelatge gris-marró amb les parts inferiors de color gris argentat, un nas puntat i una cua curt. Mesura un 16 cm de llarg, incloent-hi una cua de 3 cm i pesa uns 75 g. Les potes del davant són amples i tenen forma de pala, estant especialitzades per excavar. Té 36 dents. Té els ulls coberts de pèl i les orelles no són visibles.
Es passa gran part del temps sota terra, buscant cucs de terra, larves d'escarabats, altres insectes i una mica de material vegetal en túnels poc profunds. És actiu tot l'any.
És un animal principalment solitari, excepte durant la temporada d'aparellament, a principis de la primavera. La femella dona a llum una ventrada d'entre dues i cinc cries en un profund cau subterrani.